# Rameswaram (Andhra Pradesh)
Rameswaram es una ciudad censal situada en el distrito YSR en el estado de Andhra Pradesh (India). Su población es de 19483 habitantes (2011). Se encuentra a orillas del río Penna. a 70 km de Kadapa.

## Demografía
Según el censo de 2011 la población de Rameswaram era de 19483 habitantes, de los cuales 9727 eran hombres y 9756 eran mujeres. Rameswaram tiene una tasa media de alfabetización del 60,26%, inferior a la media estatal del 67,02%: la alfabetización masculina es del 70,57%, y la alfabetización femenina del 50,06%.